# Metapelma zhangi
Metapelma zhangi är en stekelart som beskrevs av Yang 1996. Metapelma zhangi ingår i släktet Metapelma och familjen hoppglanssteklar. Inga underarter finns listade i Catalogue of Life.